# NGC 4825
NGC 4825 est une galaxie lenticulaire située dans la constellation de la Vierge. Sa vitesse par rapport au fond diffus cosmologique est de 4 783 ± 29 km/s, ce qui correspond à une distance de Hubble de 70,6 ± 5,0 Mpc (∼230 millions d'al). NGC 4825 a été découverte par l'astronome germano-britannique William Herschel en 1786.
À ce jour, trois mesures non basées sur le décalage vers le rouge (redshift) donnent une distance de 54,200 ± 18,726 Mpc (∼177 millions d'al), ce qui est à l'intérieur des valeurs de la distance de Hubble. Cependant, notons que c'est avec la valeur moyenne des mesures indépendantes de 54,2 Mpc que la base de données NASA/IPAC calcule le diamètre d'une galaxie. Avec la distance de Hubble, on obtiendrait une valeur d'environ 38,2 kpc (∼125 000 al) ce qui pourrait bien être plus près de la taille réelle de cette galaxie.

## Groupe de NGC 4783
NGC 4825 fait partie d'un trio de galaxies, le groupe de NGC 4783. L'autre galaxie du trio  est NGC 4863.